# Pipin Grbasti
Pipin Grbasti (francosko Pépin le Bossu, nemško Pippin der Buckelige) je bil najstarejši sin Karla Velikega, * okoli 767, † 811.
Pipinova mati je bila frankovska plemkinja Himiltruda. Po rojstvu se mu je deformirala hrbtenica, zato so mu zgodnjesrednjeveški zgodovinarji nadeli vzdevek Grbasti. Živel je na očetovem dvoru, tudi potem, ko je Karel odpustil njegovo mater in si vzel drugo ženo, Hildegardo. Okoli leta 781 se je Pipinov brat Karlman prekrstil v Pipina. Drugi krst je bil morda posledica Karlove odločitve, da Pipina zaradi različnih možnih vzrokov razdedini. Leta 792 se je Pipin na čelu skupine vodilnih frankovskih plemičev očetu uprl. Zaroto so odkrili in zadušili še preden se je začela uresničevati. Karel Veliki je smrtno kazen za Pipina Grbastega zamenjal s tonzuriranjem in izgonom v benediktinski samostan Prüm. Pipin je po smrti leta 811 postal oseba v številnih izmišljenih zgodovinskih delih.

## Rojstvo
Okoliščine Pipinovega rojstva, zlasti legitimnost zveze njegove matere s Karlom Velikim, so za sodobne zgodovinarje še vedno nejasne. Večina virov iz karolinškega obdobja ima Karlovo zvezo za nelegitimno. Einhard na primer piše, da je bila Pipinova mati Karlova priležnica in ga zato ne omenja med Karlovimi zakonitimi potomci. Einhard ne omenja niti materinega imena, čeprav gre verjetno za Hilmiltrudo, o kateri je sicer zelo malo znanega.  Ob tem je treba upoštevati, da je Einhard, tako kot večina karolinških zgodovinarjev, deloval na dvorih Karlovih naslednikov in je imel interes, da spodkoplje zakonitost možnih Karlovih naslednikov iz drugih karolinških rodbin. Ti pisci so Hilmintrudino zvezo s Karlom oklevetali morda samo zato, da bi opravičili Pipinovo razdedinjenje.
Mogoče je tudi, da je bila zveza Karla in Himiltrude germanska oblika zakonske zveze z mnogo manj obveznostmi kot krščanska cerkvena poroka. Germansko poroko so v 1920 letih poimenovali Friedelehe – čeprav je koncept sporen. Pavel Diakon v svojih Gesta Episcoporum Mettensium piše, da je bil Pipin rojen ante legale connubium, se pravi pred legitimno poroko. Natančen pomen njegove trditve ni jasen, ker ne pove, ali Karel in Himiltruda sploh nista bila poročena ali sta se morda poročila po Pipinovem rojstvu. Papež Štefan III. v pismu Karlu Velikemu opisuje njuno zvezo kot zakonito, vendar se v njegovi trditvi skriva prikrit interes, da bi preprečil Karlovo poroko z Deziderato, hčerko langobardskega kralja Deziderija, ki je bil glavni sovražnik papeštva.
Ker Karel Veliki Štefanovega nasveta ni upošteval in se je poročil z langobardsko princeso Deziderato, bi se zgodba o Himiltrudi lahko spremenila in pozabila. Mogoče je tudi, da je v bolj ugodnih okoliščinah Pipinova očitna invalidnost postala dober izgovor za Karlovo ločitev od Himiltrude. Kakor koli že, pojma legitimnost in legitimno nasledstvo sta bila v karolinškem obdobju očitno mnogo bolj ohlapna kot v kasnejših monarhijah. Edino dokazano dejstvo je, da je imel Karel sina s Hilmiltrudo, s katero je bil poročen ali pa morda ne. 

## Ime
Ozadje Pipinovega rojstva je še bolj zamegluje razumevanje njegovega vzdevka Grbasti in takratni običaji imenovanja otrok. Karolinški aristokrati so novorojene otroke pogosto imenovali po njihovih uspešnih prednikih. Običaj ni bil samo izraz spoštovanja do pokojnikov, ampak tudi pomoč otrokom, da so prevzeli zgodovinske vloge svojih soimenjakov.
V Karolinški dinastiji je prevladovalo ime Pipin. Tako se je imenoval tudi Karlov oče in več drugih članov kraljeve rodbine. Karlov brat in politični nasprotnik  Karlman je svojega prvorojenca imenoval Pipin še preden je bil Karel poročen. Karel je zato tudi svojega prvorojenca imenoval Pipin, s čimer je najavil svoje dinastične ambicije in mu utiral pot do njegovega morebitnega priznanje za cesarja. Notker Jecljavec, ki je pisal dolgo po Pipinovi smrti, je zapisal, da je dala Pipinu ime njegova mati Himiltruda in ne oče Karel Veliki.

## Nemilost
Pipin je živel na očetovem dvoru očitno tudi potem, ko je oče odslovil njegovo mater Himiltrudo in se okoli leta 770 poročil z langobardsko princeso Deziderato. Po Karlovi poroki s Hildegardo in rojstvu Karla Mlajšega (772) in Karlmana (773)  je Pipinov položaj postal negotov. Karlmana je leta 780 ali 781 v Rimu krstil sam papež Hadrijan I.  in ga preimenoval v Pipina. Karel je s tem dejanjem v nasledstveno linijo vključil bolj primernega Pipina (Karlmana), kar za mnogo zgodovinarjev pomeni začetek razdedinjenja Pipina Grbastega. Zaradi pomanjkanja dokumentov in nezanesljivosti zgodovinarjev iz tistega časa je trditev vprašljiva. Nekateri zgodovinarji trdijo, da je Pipin obdržal dedno pravico do svojega upora leta 792.

### Teorija o poznem razdedinjenju
Karel Veliki se je zavedal, kako pomembno je dedovanje za prihodnost njegovega cesarstva, zato je dosledno zavračal poroke svojih hčera s frankovskimi plemiči. Takšno obnašanje je šokiralo takratne zgodovinarje in verjetno kaže na Karlovo mišljenje, da bi problematični dediči lahko po njegovi smrti povzročali težave. Iz virov je razvidno, da je bil Karel kljub možnim težavam s Pipinovim nasledstvom, predvsem zaradi njegovega nejasnega porekla in invalidnosti, do njega ljubezniv in celo spoštljiv. Pipina je tudi po Karlmanovi prekrstitvi v Pipina obdržal na dvoru skupaj s Karlom Mllajšim, enim od sinov s kraljico Hildegardo. Karla Mlajšega je za kralja Frankov imenoval šele ob delitvi cesarstva leta 806, kar za nekatere zgodovinarje pomeni, da je bil do upora leta 792 kandidat za frankovskega kralja Pipin Grbasti.  Po mnenju zgodovinarke Janet Nelson je bil Karlmanov ponovni krst bolj povezan z zunanjepolitičnimi interesi kot z razdedinjem Pipina Grbastega. Ponovno je potrdil zgodovinske obveze Frankov do papeža in morda pomenil obuditev politike Karlovega očeta Pipina Malega do papeštva.

### Teorija o zgodnjem razdedinjenju
Drugi zgodovinarji menijo, da je bil ključni dogodek v Pipinovem življenju Karlmanov krst, kateremu je sledilo sistematično Karlovo in dvorno zavračanja Pipinovih zahtev po prestolu in temu primerni ukrepi. Walter Goffart trdi, da Gesta Episcoporum Mettensium (Letopisi škofije Metz), ki jo je Pavel Diakon napisal sredi 780. let, se pravi pred Pipinovim uporom, odkriva nasledstveni načrt Karla Velikega in njegovega dvora, v katerem ni bilo prostora za grbastega kralja. Po Goffartu je Pavel poskušal zgodovino Karlovih prednikov preslikati na trenutno stanje, tako da je frankovsko kraljestvo opisal kot dediščino, ki je prehajalo z očeta na samo enega sina kot pri svetopisemskih patriarhih. Pipin je bil, tako kot Ezav, zavrnjen v korist njegovih mlajših bratov. Karel Veliki, tako kot svetopisemski Izak, ni imel druge izbire, kot da blagoslovi samo enega naslednika. Goffart in podobno misleči zgodovinarji celo razglabljajo, da so Karel in njegov dvor Pipinu ponudili nekakšen quid pro quo (slovensko to za tisto): v zameno za odstop od svojih pravic do prestola so mu morda ponudili položaj škofa Metza.
Za Pipinovo ignoriranje pri nasledstvu so tudi bolj trdni dokazi. Ko je še živel na dvoru ob Karlovi tretji ženi in novi kraljici Fastradi, je na vojnih pohodih Karla spremljal Pipinov mlajši polbrat Karel Mlajši in celo poveljeval velikim vojaškim enotam. Karel Veliki je odgovorne vojaške naloge vedno bolj prepuščal Karlu Mlajšemu, Pipina pa je vedno bolj puščal v senci.
In ne nazadnje so Pipinove zahteve po nasledstvu morda spodkopala tudi nova merila za zakonsko zvezo. Karlove intimne zveze, tako z ženami kot priležnicami, so pri njegovih sodobnikih zbujale mnogo kritik. Menih iz Reichenuja je imel celo videnje, v katerem je Karel Veliki strašno trpel v vicah zaradi svojih zakonskih grehov. Srednjeveški zgodovinarji, ki so imeli Pipinovo mater za priležnico, so bili pogosto intelektualci in verski reformatorji, ki so na frankovskih ozemljih vsiljevali pravoverno katoliško prakso in opuščanje starih germanskih predkrščanskih običajev. Takšni reformatorji so brez pridržkov zavračali moralnost friedelehe celo za Himiltrudo, ki je bila po starih germanskih zakonih Karlova zakonita žena. Nekateri zgodovinarji so trdili, da je ta premik moralnosti k bolj pravovernim katoliškim opredelbam zakonske zveze, pripomogel k Pipinovemu odrivanju v ozadje.  Če je Karel Veliki želel na svojih ozemljih vsiliti pravoverne katoliške ideje, se je moral odreči Pipina kot utelešenega simbola tistega, kar je bilo po predkrščanskih germanskih zakonih nekaj najboljšega, po novih krščanskih pa nekaj najslabšega – priležništvu. Za povrh se je Karel Veliki verjetno uklonil pritisku svoje nove žene Hildegarde, ki je zahtevala, da je tudi njen sin enakovreden kandidat za frankovski prestol.

## Upor
Pipin Grbasti je leta 792 s pomočjo nezadovoljnih plemičev poskusil odstaviti svojega očeta. Načrt so odkrili in ga preprečili še preden se je začel uresničevati.

### Okoliščine
Zgodovinske okoliščine upora zaslužijo posebno razlago, ker je bil očitno več kot samo dinastični spor. Za začetek je slaba letina leta 792 povzročila lakoto. Slabe letine so bile v srednjeveški Evropi pogosto znamenje za upore, zato Pipinov ni bil osamljen politični dogodek. Leta 793 so se uprli tudi Sasi,  v Italiji pa je beneventski vojvoda Grimoald III. začel spodbujati sovražna dejanja proti Frankovskemu cesarstvu.  Čeprav se zdi, da je lakota pripomogla k splošnemu uporu, ena sama slaba letina tega ni mogla povzročiti. Lokalno plemstvo je bilo v tistem času tarča kraljevih ukrepov, s katerimi je Karel Veliki poskušal utrditi svojo oblast in preprečiti zlorabe lokalnih grofov.  Od plemstva je zahteval, da mu mora ponovno priseči zvestobo s prisego: »Jaz, [prisežnik], obljubljam, da bom celo življenje brez izdajalskih ali sovražnih namenov zvest mojemu gospodu kralju Karlu in njegovim sinovom«. Vedno večja prisotnost centralne oblasti je morda razdražila aristokracijo in odprla vrata poskusu državnega udara proti Karlu Velikemu. 
Poleg tega tako Letopisi Frankovskega kraljestva kot Einhard kot dejavnik upora omenjajo tudi takratno Karlovo ženo Fastrado, ki je bila pri mnogo dvorjanih očitno na slabem glasu. Oba velika upora proti Karlu Velikemu, Hardradov leta 786 in Pipinov leta 792, sta se zgodila v času, ko je bila Fastrada vladarjeva žena in kraljica. V Letopisih Frankovskega kraljestva za leto 792 piše: »Proti njemu [Karlu] so se zarotili njegov najstarejši sin Pipin in nekaj Frankov, ki so trdili, da ne morejo več prenašati krutosti kraljice Fastrade«.  Trditev potrjuje Einhardov zapis v Vita Karoli Magni: »Domneva se, da je bil glavni vzrok obeh uporov krutost kraljice Fastrade. Oba sta bila posledica Karlove očitne popustljivosti do ženinega krutega obnašanja in odstopanje od njegovega sicer ljubeznivega in milega obnašanja«.  Zgodovinar Carl Hammer iz Einhardovega zapisa sklepa, da je upor povzročila »izredna strogost Karlove žene Fastrade, ki je porušila običajno umirjenost kraljevega vladanja«.
Iz virov ni razvidno, kakšne krutosti je Frastrada zagrešila proti Pipinu ali, bolj verjetno, proti plemičem, ki so ščuvali Pipina. Zgleda, da je Frastrada samo zaostrila obstoječe napetosti med Karlom Velikim in frankovsko aristokracijo. 
In ne nazadnje, Karel je bil leta 792 daleč od središča kraljestva. Bil je v Regensburgu na Bavarskem, ker je menil, da bo od tam laže vodil pohode proti Avarom.   Iz Einhardovih zapisov je razvidno, da ga Pipin Grbasti ni spremljal zaradi zlagane bolezni:  »Ko je bil Karel v vojni s Huni in prezimoval na Bavarskem, je Pipin hlinil bolezen in s skupino vodilnih Frankov, ki so ga zapeljali z obljubami o kraljevi oblasti, skoval zaroto proti svojemu očetu«. Einhardov opis Pipinovih nagibov je treba vzeti s pridržkom, ker je bil član kraljevega dvora in zelo naklonjen Karlu Velikemu.

### Odkritje zarote
O zarotnikih, ki so v Karlovi odsotnosti načrtovali njegov umor, še posebej obtožujoče piše  Poeta Saxo:
Hudobni ljudje so zasnovali velik zločin, ki je skoraj za vedno ugasnil sijočo luč Frankov, saj so na več načinov načrtovali kraljevo smrt. V ta namen so plemiči skovali kruto zaroto. Najvidnejši zarotnik je bil kraljev najstarejši sin, ki je bil sam pobudnik tega zločina, pri čemer je bil bolj nizkoten v svojem ničvrednem značaju kot v svojem rojstvu.
— Poeta Saxo, leto 792
Za zaroto je izvedel Langobard Fardulf in o njej poročal Karlu. V zahvalo za obvestilo in zvesto službo je bil kasneje imenovan za opata opatije Saint Denis. Ko so zarotnike polovili in jih obtožili za prelom njihove svete prisege, so se zarotniki zagovarjali, da prisege niso prelomili, ker dejansko nikoli niso prisegli. Njihova trditev je seveda malo verjetna in ni prav nič pripomogla k milejši kazni za poskus kraljevega umora. 
Dvor in kralj so vse obtožene spoznali za krive. Zaplenili so jim premoženje in jih obsodili na smrt, vendar nekaterih zarotnikov, vključno s Pipinom, niso usmrtili. Karel očitno ni bil pripravljen usmrtiti svojega prvorojenca, do katerega je še čutil nekaj očetovske ljubezni. Zgodovinar Pierre Riché domneva, da ja Pipinov upor leta 792 zaradi njunega sorodstva najbolj prizadel prav Karla. Kazen je bila kljub temu izrečena:  Pipina so tonzurirali in ga oblekli v meniško kuto. Einhard dogodek opisuje takole: 
Ko je bila odkrita njegova [Pipinova]  prevara in so bili zarotniki kaznovani, so mu obrili glavo in mu dovolili, da se v skladu z njegovimi željami posveti verskemu življenju v opatiji Prüm.
Zgodovinar Stewart Airlie v svoji knjigi Karel Veliki: Imperij in družba o Pipinovem uporu pravi, da je bila Pipinova zarota zadnji upor proti Karlu Velikemu. Njena zadušitev je kralju omogočila, da je še bolj zmanjšal krog svojih mogočih naslednikov in ga omejil na samo Hildegardine sinove.
V Lorških letopisih v zapisu za leto 793 piše, da so bili Karlu zvesti plemiči  »bogato nagrajeni z zlatom, srebrom in svilo«.

### Samostansko življenje in smrt
Pipin je postal menih v opatiji Prüm v bližini sotočja Rena in Mozele, malo severno od sodobnega Luxembourga. Prüm je bil daleč od središča Karlovega imperija in zato idealen za izgnanstvo. Zadnja leta življenja preživel daleč od političnih spletk in prevratov.
Leta 806 se je Karel Veliki odločil za miren prenos oblasti po svoji smrti in odločitev objavil v kraljevem dekretu divisio regnorum (delitev cesarstva). Cesarstvo je razdelil na tri dele in jih prepustil svojim trem še živim sinovom -  Karlu Mlajšemu, Pipinu (Karlmanu) in Ludviku Pobožnemu, čeprav je bil Pipin Grbasti takrat še živ. Na vprašanje, ali je bil Pipin Grbasti iz delitve izključen zaradi upora leta 792, porekla ali invalidnosti ni mogoče nedvoumno odgovoriti. 
Umrl v Prümu okoli leta 811, verjetno zaradi kuge.

## Deformacija ali stigma
Pipinova pohabljenost je zagotovo otežila njegovo nasledstvo, kako so jo sprejemali njegovi sodobniki pa ni povsem jasno. V srednjem veku je mnogo ljudi verjetno verjelo, da je fizična deformacija ali invalidnost zunanja manifestacija duhovne pokvarjenosti, na katero je morda vplival naslednji odlomek iz Svetega pisma:
GOSPOD je spregovoril Mojzesu in rekel:  »Govôri Aronu in reci: ›Nihče od tvojih potomcev iz roda v rod, ki ima kako napako, ne sme pristopiti, da bi daroval hrano svojega Boga. Da, nihče, ki ima kako napako, ne sme pristopiti: ne slepec ne hromec ne kdo z iznakaženim obrazom ali s pokvečenimi udi, ne kdo z zlomljeno nogo ali roko ne grbavec ne pritlikavec ne kdo s pego v očesu ne človek z garjami ali lišajem ne kdo, ki ima zmečkana moda. Nihče izmed potomcev duhovnika Arona, ki ima na sebi kako napako, se ne sme približati, da bi daroval GOSPODOVE ognjene daritve; napako ima, ne sme se približati in darovati hrane svojega Boga. Sicer sme uživati hrano svojega Boga, tako od presvetih kakor od svetih darov, ne sme pa iti do zagrinjala in ne sme se približati oltarju, ker ima napako, da ne oskruni mojih svetih reči; kajti jaz sem GOSPOD, ki jih posvečujem.‹«
Tako je Mojzes govoril Aronu in njegovim sinovom in vsem Izraelovim sinovom.
—3 Mojzes  21, 16–24
Krščanski pisci, med njimi Izidor Seviljski in Avguštin iz Hipona, so kljub temu, da Sveto pismo  povezuje invalidnost z nečistostjo, zagovarjali stališče, da invalidne osebe niso niti nečloveške niti demonske. Avguštin, ki je imel znaten intelektualni vpliv na karolinške mislece, je v svoji razpravi Božje mesto zapisal, da se »duš ne sme vrednotiti z lastnostmi teles«. Avguštin in njegovi učenci so verjeli, da je vloga posameznih deformacij »skrita človeškemu razumevanja, vendar ima svoj pomen v načrtu božjega stvarstva«.
Pipinovo življenje dokazuje to dvoumno stališče do pohabljencev in invalidov, ki potujejo po poti življenja kot jo je začrtal bog, hkrati pa se srečujejo z nerazumevanjem ljudi. Einhard je za Pipina napisal, da je »čednega obraza, vendar grbast«, s čimer ga je povsem ločil od drugih Karlovih potomcev. Notker Jecljavec gleda na Pipinovo pohabljenost kot na zemeljsko nadlogo in božje znamenje in s kančkom zdravega humorja pravi, da »so vsi pohabljeni ljudje pač bolj razdražljivi kot pravilno grajeni«.  Pomembno je, da noben zgodnjesrednjeveški zapis Pipinove pohabljenosti ne povezuje z zaroto proti Karlu Velikemu. Zgleda, da je njegova pohabljenost povzročala predvsem politične in ne moralne probleme za karolinško nasledstvo. Invalidnost je zelo zmanjšala Pipinove možnosti v borbi za oblast, kar, priznajmo, velja tudi za sodobne državne voditelje.

## Pipin v primarnih virih
Podobno kot za druge osebnosti iz tistega obdobja tudi za Pipina zagotovo velja samo nekaj dejstev. Večina podatkov o njem izhaja iz komaj uporabnih zgodnjesrednjeveških letopisov in zgodb. Za njihovo razumevanja je treba poznati zgodovinske okoliščine, v katerih so viri nastali, pristranskost in pomanjkljivosti. 
Eden od najzgodnejših in časovno najbližjih Pipinovih opisov je v Gestae Episcoporum Mettensium, cerkveni zgodovini nadškofije Metz, ki jo je napisal Pavel Diakon okoli leta 785. Pavel pogosto skrene v širše téme karolinške zgodovine, zato so nekateri zgodovinarji, na primer Walter Goffart, več podatkov o Pipinovi stiski našli v domnevno alegoričnih zgodovinah, ki jih je Pavel Diakon napisal o Karlovih predhodnikih. Pavel se Pipina, vsaj občasno, dotakne tudi neposredno:
Hildegarda je Karlu rodila štiri sinove in pet hčera. Pred njegovo zakonito poroko je imel z mlado plemkinjo Himiltrudo sina z imenom Pipin. S Hildegardo je imel naslednje sinove: prvi je bil Karel, ki je dobil ime po svojem očetu in pradedu. Drugi je bil Pipin, tako kot njegov brat in ded. Tretji, Ludvik, je bil rojen takrat kot Lotar, ki je v drugem letu umrl. Od njih, po božji volji, ima zdaj Pipin Mlajši Italsko kraljestvo, Ludvik pa Akvitanijo.
— Pavel Diakon, Gesta Episcoporum Mettensium
Zgodovinska vrednost Gestae se je s časom zelo spreminjala. Mnogo zgodovinarjev daj nanjo gleda kot na literarno zanimivost s samo postransko ali nikakršno zgodovinsko vrednostjo. Tudi Goffart priznava, da je Diakonovo delo samo nekakšno »odlagališče legend«.
Drugi vir podatkov za Pipinov življenjepis iz približno tistega obdobja so Lorški letopisi, niz zgodovinskih zapisov, ki so jih zbrali frankovski menihi med vladavino Karla Velikega. V letopisih je eden od najboljših zgodnjih opisov Pipinovega upora:
Tisto leto je prišla na svetlo najbolj brezbožna zarota, v kateri se je Pipin, kraljev sin s priležnico Himiltrudo, zarotil proti življenju kralja in [njegovih]  sinov z zakonito poročeno ženo in nameraval ubiti kralja in njegove sinove in sam zasesti kraljevo mesto, tako kot Abilmeneh v dneh sodnikov Izraela, ki je pobijal svoje brate. Toda ko je kralj Karel izvedel za zaroto Pipina in njemu zvestih pomagačev, je v Regensburgu sklical skupščino Frankov in drugih zvestih [plemičev], na kateri je pred vsem prisotnim krščanskim svetom razsodil, da morajo Pipin in vsi tisti, ki so sodelovali v tej gnusni zaroti, izgubiti svoje premoženje in življenje. Nekaterim zarotnikom je bilo prizanešeno. Kar se Pipina tiče, ga kralj ni želel usmrtiti, zato so Franki presodili, da se mora posvetiti božji službi.
— Lorški letopisi, 792
Pomemben vir podatkov za preučevanje Pipinovega življenja so Annales regni Francorum (Letopisi Frankovskega kraljestva), čeprav so bili zbrani verjetno na dvoru Karla Velikega. Zapise je po Karlovi smrti uredil in dopolnil neznan avtor.
Einhard, učenjak na Karlovem dvoru in eden od njegovih najpomembnejših zgodnjih biografov, Pipina omenja samo bežno. Na začetku Vita Karoli Magni med naštevanjem Karlovih zakonskih potomcev in žena Pipina in Himiltrude sploh ne omenja, čeprav je vedel, da je Karlov prvorojeni sin: 
Poročen je bil s Hildegardo, žensko visokega stanu in svebskega porekla. Z njo je imet tri sinove – Karla, Pipina in Ludvika in ravno toliko hčera – Hroudrudo, Berto in Gizelo. Razen njih je imel še tri druge hčerke – Teoderado, Hiltrudo in Ruodhajdo, dve s tretjo ženo, Frastrado, ki je bila vzhodnofrankovskega, se pravi germanskega porekla, tretjo pa s priležnico, katere imena se ta trenutek ne morem spomniti.
— Einhard, Vita Karoli Magni, 45–6
Nekaj strani kasneje omenja Pipinovo rojstvo in pravi: 
Z eno od priležnic je imel sina, prijetnega obraza, vendar grbastega, kateremu je bilo ime Pipin in ga nisem omenil na seznamu Karlovih otrok.
Pipin je bil torej že v času Einhardoveg pisanja v nekakšnem političnem izgnanstvu: ni ga bilo na seznamu zakonitih kandidatov za nasledstvo in ni užival častnega mesta, kakršnega so uživali drugi Karlovi potomci. 
Einhard vse to kasneje pojasni v opisu Pipinovega upora: 
Pipin je hlinil bolezen in se z določenimi vodilnimi Franki zarotil, da bi strmoglavil svojega očeta. Ko je bila zarota odkrita, so Pipinu ostrigli lase in ga takoj poslali v opatijo Prüm.
Zgodovinar Carl Hammer v razpravi Pipinus Rex opozarja na nesorazmerno veliko pozornost, ki jo Einhard posveča Pipinovemu uporu, saj mu daje prednost pred očitno bolj razširjenim in morda bolj nevarnim uporom leta 785/786.  Hammer opozarja tudi, da Einhard Pipina opisuje kot nesrečno figuro v rokah dejanskih zarotnikov, s čimer poskuša pri portretiranju Karla in njegovih potomcev ohraniti enotnost družine.  In ne nazadnje Hammer opozarja tudi na to, da ni noben zgodovinar pred Einhardon Pipina imenoval Grbasti.
Tretji in povsem drugačen opis Pipinovega življenja prihaja od Notkerja Jecljavca, benediktinskega meniha, ki je pisal med vladavino Karla Debelega, pravnuka Karla Velikega. Notkerjevi zapisi, ki jih sodobni zgodovinarji naslavljajo z   Gesta Caroli Magni (Dejanja Karla Velikega) ali De Carolo Magno (O Karlu Velikem), mnogo bolj podrobno opisujejo Pipinov upor kot zgodnejši viri, čeprav so nekatere zgodbe očitno navdihnili klasični viri. Po Notkerju so se Pipin in zarotniki sestali v cerkvi sv. Petra v  Regensburgu in delali načrt za prevrat, pod oltarjem skrit diakon pa jim je prisluškoval. Ko je diakon razkril zaroto Karlu Velikemu, so bili zarotniki obglavljeni, Pipin pa kruto prebičan in izgnan v reven samostan. Notker trdi, da je bil izgnan v samostan sv. Gala, čeprav je bil skoraj zagotovo izgnan v opatijo Prüm.
Notker zgodbi dodaja nov element, sposojen morda iz zgodbe o Periandru v Livijevi Zgodovini Rima. Ko se je Karel kasneje soočal s še enim uporom, je k Pipinu poslal odposlance in ga prosil za nasvet. Kraljevi možje so našli Pipina na vrtu med puljenjem plevela. Pipin jim ni hotel svetovati, rekoč: »Karlu ne bom poslal nobenega sporočila, razen tega, kar počnem. Pulim neuporaben plevel, ki se je ugnezdil na vrtu, da bi se lahko bolj dragocena zelenjava bolj svobodno razvijala«.
Ko so odposlanci Karlu prenesli Pipinovo sporočilo, je spoznal »božanski pomen njegovih besed« in vse uporne plemiče usmrtil. Pipinu je za nagrado za dober nasvet ponudil izbiro življenja, s katerim bo najbolj zadovoljen, in Pipin se je odločil za premestitev v opatijo Prüm.
Poeta Saxo, anonimni saški pesnik, ki je proti koncu 9. stoletja sestavil  Annales de gestis Caroli magni imperatoris libri quinque (Letopisi in dejanja cesarja Karla v petih knjigah), se naslanja predvsem na klasične modele in obstoječe vire, predvsem Einharda in Letopise Frankovskega cesarstva. Njegovo delo je zanimiva literarna predelava starejšega življenjepisa in letopisov, vendar ne ponuja nobenih novih zgodovinskih podatkov. 